# Ranunculus muelleri
Ranunculus muelleri är en ranunkelväxtart som beskrevs av George Bentham. Ranunculus muelleri ingår i släktet ranunkler, och familjen ranunkelväxter. Inga underarter finns listade i Catalogue of Life.